# アングロ・アメリカン
アングロ・アメリカン（Anglo American PLC, 略称：AAC、AAUKなど）は、主に鉱業資源などを取り扱ういくつかの企業の運営元、投資グループである。本社はイギリスのロンドン。

## 概要と歴史
- 1917年 : 南アフリカの金塊を採掘・販売するため、アーネスト・オッペンハイマーがJPモルガンと共にAnglo American Corporation of South Africaとして創業した。この独特の長い社名は、イギリス、米国、そして南アフリカから資本金が集められたことに由来する。そのため、現在でもアングロ・アメリカン社はAACと呼ばれることも多い。創業後ほどなくして、同社は南アフリカハウテン州のスプリングズ (Springs) やブラックパン (Brakpan) における金鉱山の開発に成功し、資本を増大させていく。
- 1926年 : この年、ダイヤモンドの供給会社として最大手であったデビアスの株式を過半数取得。資本関係を結ぶ。
- 1928年 : 現ザンビアのカッパーベルト (Copperbelt) と呼ばれる地域で銅の採掘を開始する。カッパーベルトは、そのまま銅地帯という意味である。この開発のためにRhodesian Anglo Americanを設立。
- 1942年 : カナダのHudson Bay Mining and Smelting Co.を買収。翌年にタウトナ鉱山の権利を得る。
- 1971年 : 1928年から続いたザンビアのカッパーベルトにおける銅の採掘を終了。このプロジェクトのために設立していたRhodesian Anglo Americanをバミューダ諸島へ移転させ、この社名を新たにMinerals & Resources Corporationとする。
- 1974年 : Minerals & Resources Corporationという社名が長いため、これを略してミノルコ (Minorco) とする。
- 1987年 : ミノルコの本社をルクセンブルクへ移転。
- 1995年 : 子会社であるJCI社 (Johannesburg Consolidated Investment Company) をAmplats社（白金とダイヤモンド）、新JCI社（その他の鉱業）、Johnic社（工業部門）の3社に分割し、新JCI社とJohnic社の権益を黒人投資家へ譲渡した。JCI社の事業の核であったはずの白金とダイヤモンドの事業は、後に資本関係を結んでいるデビアスへ移管されている。
- 1998年 : 大規模なグループ改編[1]があり、南アフリカのSamancor社の権益を40%取得。Samancor社の残りの権益はBHPグループが持っている。
- 1999年 : 5月24日、ミノルコと合併。ここ最近の様々なグループの改編を機にロンドン証券取引所へ上場、社名をAngro American PLCとする。アングロ･アメリカン社の本社もロンドンへ移転する。
- 2024年 : 同業のBHPグループから388億ドルの買収提案を受けるが[2]、買収提案期限をめぐり折り合いがつかなかったため破談となった[3]。

## 取り扱い品目
- レアメタル等の取扱高は世界屈指の規模である[4]。
- 金の産出量は子会社であるアングロ・ゴールドが長らく世界一だった
- 白金
- クロム
- 銅
- ニッケル
- マンガン

## その他
フォーブス誌が伝えるところによると、2008年時点で年間の売上高は250億ドル、純利益は50億ドルとなっている。